# 鹿港玉渠宮
24°03′13″N 120°26′02″E / 24.053567°N 120.433867°E
鹿港玉渠宮，是位於臺灣彰化縣鹿港鎮大有里的田都元帥廟，其主神被視為戲曲神與兒童守護神，廟宇還有海綿寶寶圖案。

## 沿革
廟中的田都元帥為乾隆卅年（1765年）由泉州府晉江縣分香到鹿港。早期來自福建晉江縣石獅的田都元帥與李府千歲奉於民宅，直到1903年建廟。廟址位在大有里車圍巷1號、鹿港第一市場旁，為廟地不大但歷史悠久的角頭廟。1967年8月重修完工時，建廟以來已歷經三次重修。
2009年重建時，由彩繪專家、鹿港老街發展協會理事長李奕興、玉渠宮主委施肇興等人主持策劃，請薪傳獎施弘毅做廟門的金雞與銀犬石雕，木雕藝師施明旺雕刻樂器、木人偶，楊紹鑫作黑虎將軍。執事人也保留吳長榮的大木作、謝東哲的陶塑、歐陽錦華的書法、施教鏞的七爺八爺等。李奕興還突破傳統，在廟內彩繪放上兒童卡通人物。施肇興表示，起初對於廟宇有卡通人物，反對聲浪很大，但後覺得為廟的特色，也獲得小朋友喜歡。2009年11月17日晚，安座入火。

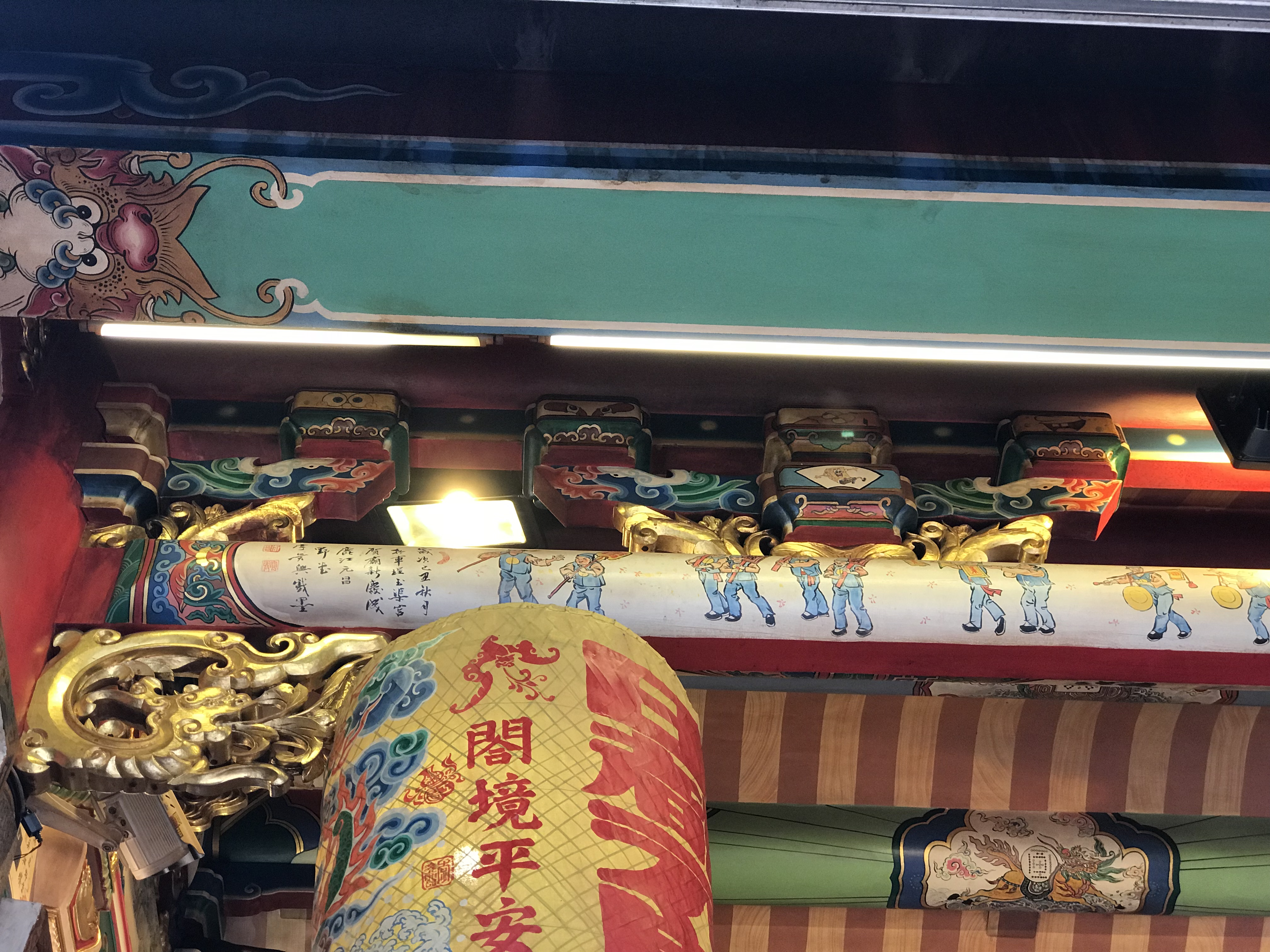
鹿港玉渠宮梁柱上方斗栱有海綿寶寶、蟹老闆、派大星

## 祭祀
以農曆六月十六日為田都元帥聖誕，當日分靈的廟宇人員、戲班、演藝人員會來祭拜。在清治時期，凡有戲班到鹿港，未開演前，全體演員必須到碼頭邊的玉渠宮拜戲神，鹿港人說，這就是傳說中的「拜碼頭」的由來。執導公視人生劇展《奔馳的縱貫線》的陳文彬曾帶著莊凱勛到此廟祭拜，祈求演藝事業順利，後來莊凱勛得到金鐘獎電視電影男主角獎後，兩人還一同還願。田都元帥除為戲神，亦為守護兒童的神明，以往若有產婦難產，該神明會被請進產房護佑。鹿港的三尊戲曲神中，只有此神供奉在宮廟中，而西秦王爺、孟府郎君到2017年報導時依然還供奉在彰化南北管音樂戲曲館中。
門神有別於一般道教廟宇的尉遲恭與秦叔寶，玉渠宮是風將軍與火將軍，是由於田都元帥有封號為「九天風火院忠烈大元帥」。
鹿港各角頭廟有暗訪的儀式，又分為王爺勢力巡境的內巡，及跨越自己角頭邀各角頭廟宇參與的外巡，共同點是王爺巡守之處，各戶都得設香案祭拜路口還得釘青竹符。鹿港玉渠宮進行暗訪前，廟方會先供置天台，祭拜並請示上蒼擇定日期，請李府千歲領軍。要貼出公告表示會先犒賞駐守四方兵馬。舉行時，平素交誼較為熱絡的廟宇也來陪壇伴駕，像1979年玉渠宮作為主駕時，由鹿港潤澤宮擔任副駕，陪駕還有鹿港杉行街武澤宮、鹿港鎮安宮等，不過媽祖是不參與的。當晚鹿港各家戶門前會放置紮好的稻草人或剪紙人像，代表著被邪神惡鬼附身的人體，先在人體前後揮動，讓邪惡鬼怪附在人像上，再由暗訪王爺及天兵天將緝捕帶到河邊放逐。

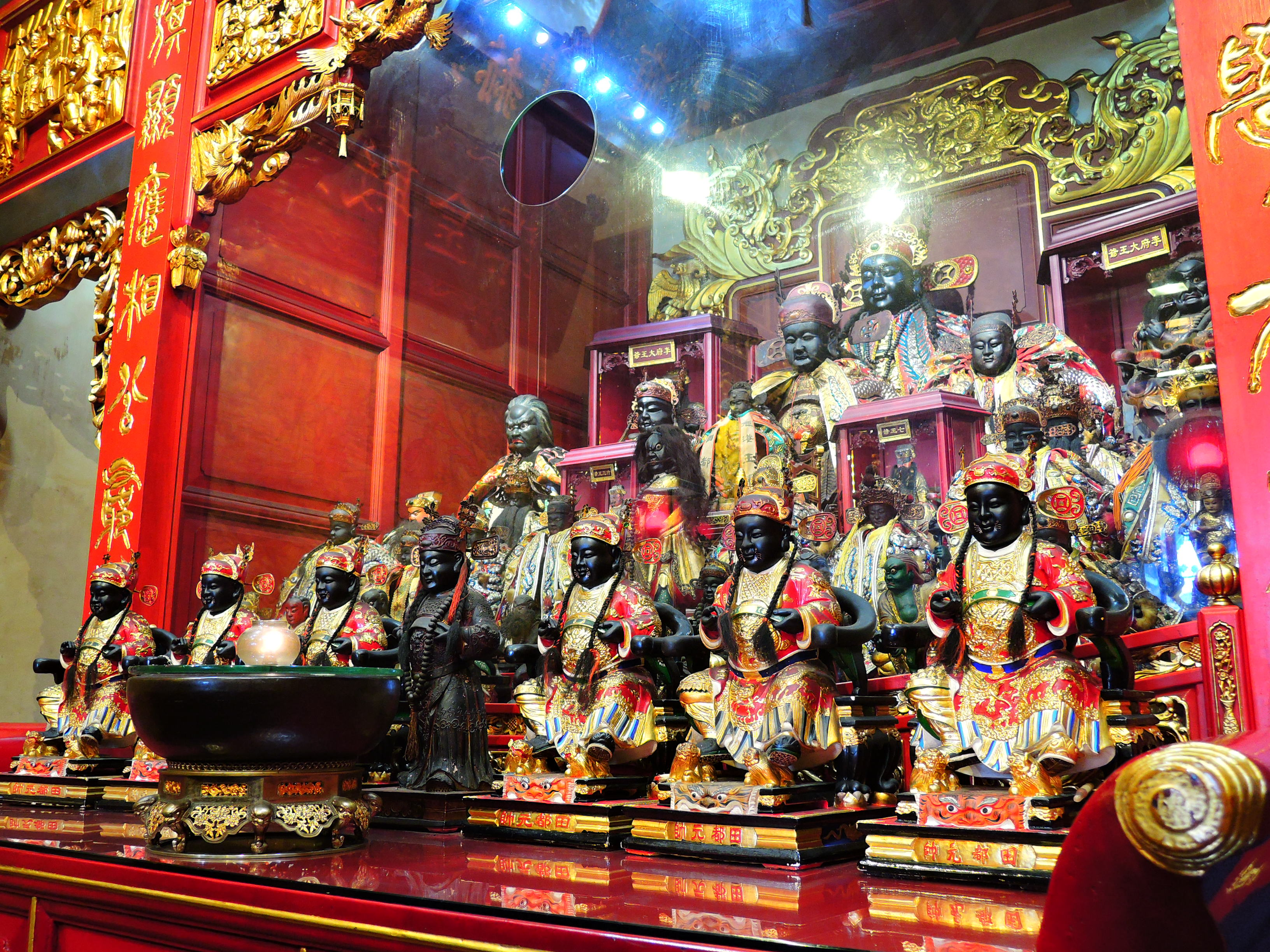
玉渠宮｜正殿神龕

## 陣頭
玉渠宮有名為「三姑六婆高蹺陣」的陣頭，表演者多為男扮女裝，搭配華麗的裝扮、逗趣的傳統民謠。學生時代的鹿港作家李昂，當時只以「高蹺陣」稱呼，描寫組員有十二位男性，包括有傳統的公背婆、穿鳳仙裝的少女、村姑等，還有有現代的人物造形，如穿白紗的新娘、懷孕的女人、臉油彩挺著大肚子的小丑，並稱讚他們想法趕上時代潮流。
除以金雞和銀犬代替石獅子守護廟門外，廟方也製作金雞銀犬的大仙翁仔，作為田都元帥的駕前專屬陣頭。

## 外部連結
- 鹿港玉渠宮的Facebook專頁